# Gnathia derzhavini
Gnathia derzhavini är en kräftdjursart som beskrevs av Gurjanova 1933. Gnathia derzhavini ingår i släktet Gnathia och familjen Gnathiidae. Inga underarter finns listade i Catalogue of Life.